# Book of Shadows: Blair Witch 2
El llibre de les ombres: La bruixa de Blair 2 (títol original: Book of shadows: Blair witch 2) és una pel·lícula estatunidenca, seqüela de  El projecte de la bruixa de Blair, dirigida per Joe Berlinger. Ha estat doblada al català 
Aquesta pel·lícula no va tenir el gran èxit de la primera part El projecte de la bruixa de Blair. Els directors van ser els guionistes d'aquesta segona part: Eduardo Sánchez i Daniel Myrick, que el 2 de setembre de l'any 2009, van anunciar que preparaven una tercera seqüela del projecte de la bruixa de Blair. No obstant això, la pel·lícula va rebre bones crítiques, ja que va ser un dels pocs llargmetratges que s'han fet amb el fenomen Gestalt.

## Argument
La història és presentada a través d'una sèrie d'escenes retrospectives, que mostren com alguns adults joves són interrogats en una comissaria de policia.
La història comença a Burkittsville a l'estat de Maryland, on el llançament de l'original pel·lícula d'El projecte de la bruixa de Blair ha atret a un grup de joves turistes. El grup inclou Tristen i Stephen, que investiguen sobre la bruixa per a un llibre que estan escrivint, les seves dues companyes Kim –que practica wicca i que diu que sol tenir visiones– i Érica, i el líder de la gira anomenat Jeff, que ha muntat una empresa de viatges turístics al bosc on van tenir lloc els successos originals, anomenada «la caça de la bruixa de Blair». Tots ells volen trobar la Bruixa de Blair, així que acampen al bosc durant la nit.
Jeff porta una sèrie infinita de càmeres per captar cada escena, però quan estan fumant i bevent al campament, són interromputs per un altre grup turístic anomenat «La caminada de la bruixa de Blair», que pretenen ser amos de les ruïnes on acampen. Després de discutir, Jeff i els altres menteixen i els convencen que han vist alguna cosa a la Tomba rocosa i estan espantats. L'altre grup se'n va a investigar i els primers continuen emborratxant-se.
En despertar l'endemà al matí, no recorden res d'un període de cinc hores de la nit anterior, i veuen que les notes de la recerca de Tristen i Stephen estan completament destruïdes, així com les càmeres de Jeff. Kim, té una visió de les cintes de vídeo al campament, i així Jeff les recupera. Mentre el grup discuteix sobre per què les cintes hi són però les càmeres estan destruïdes, Tristen descobreix que està sagnant i que ha sofert un avortament espontani, per la qual cosa és portada immediatament a l'hospital, on es determina que ha perdut més sang de l'usual.

## Repartiment
- Kim Director: Kim Diamond.
- Jeffrey Donovan: Jeffrey Patterson.
- Erica Leehrsen: Érica Geerson.
- Tristine Skyler: Tristen Ryler.
- Stephen Barker Turner: Stephen Ryan Parker.
- Lanny Flaherty: el comissari Cravens.